# Ácido tetradeciltioacético
El ácido tetradeciltioacético (TTA) es un ácido graso sintético utilizado como suplemento nutricional.
El TTA actúa como un agonista del receptor activado por el proliferador de peroxisomas alfa (PPARα) y aumenta la oxidación de ácidos grasos mitocondriales in vitro. En estudios con roedores, se ha informado que el TTA tiene otras actividades, como reducir la inflamación y prevenir la adiposidad y la resistencia a la insulina inducidas por una dieta rica en grasas.
En estudios clínicos en humanos, hubo observaciones mixtas en estudios preliminares. Un estudio de fase I no mostró cambios significativos en los lípidos sanguíneos ni en los ácidos grasos libres  y otro mostró que el TTA atenúa la dislipidemia en pacientes con diabetes mellitus tipo 2.